# Adobe Audition
Adobe Audition (бывший Cool Edit Pro) — аудиоредактор производства фирмы Adobe. Поддерживает практически все звуковые форматы файлов. Входит в пакет Adobe Creative Suite, а также в Adobe Creative Cloud

## История
Syntrillium Software была основана в начале 1990-х Робертом Эллисоном и Дэвидом Джонсоном, бывшими сотрудниками Microsoft. Первоначально разработанная Syntrillium Software как Cool Edit, программа распространялась как crippleware (в случае с Cool Edit одновременно можно было использовать только два эффекта, которые можно было выбрать при запуске). Полная версия была полезной и гибкой, особенно для того времени. Позже Syntrillium выпускает Cool Edit Pro, где уже была возможность работать с несколькими треками, а также некоторые другие возможности. Обработка аудио, тем не менее, производилась разрушающим способом (на то время у компьютеров ещё не хватало мощностей, чтобы обрабатывать аудио неразрушающим способом в режиме реального времени). Cool Edit Pro v2 добавила поддержку неразрушающей обработки в режиме реального времени (real-time), а в версии 2.1 появилась возможность сводить звук в surround и микширование неограниченного количества аудиодорожек.
Adobe приобрела последнюю, не-shareware версию (Cool Edit Pro v2.1) у Syntrillium Software в мае 2003 года за 16,6 миллионов долларов. Позже она была переименована в Adobe Audition.
| Версия          | Год выпуска | ОС             |
| --------------- | ----------- | -------------- |
| 1.0             | 1999        | Windows, macOS |
| 1.2a Pro        | 2000        | Windows, macOS |
| 2.0             | 2002        | Windows, macOS |
| 3.0             | 2007        | Windows, macOS |
| 4.0 (CS5.5)     | 2011        | Windows, macOS |
| 5.0 (CS6)       | 2012        | Windows, macOS |
| 6.0 (CC)        | 2013        | Windows, macOS |
| 7.0 (CC 2014)   | 2014        | Windows, macOS |
| 8.0 (CC 2015)   | 2015        | Windows, macOS |
| 9.0 (CC 2015.2) | 2016        | Windows, macOS |
| 10 (CC 2017)    | 2016        | Windows, macOS |
| 11 (CC 2018)    | 2017        | Windows, macOS |
| 12 (CC 2019)    | 2018        |                |

Audition CC была выпущена только в 64-битной версии.